# KDE Partition Manager
KDE Partition Manager - редактор разделов, написанный Volker Lanz для KDE Platform 4. Впервые был выпущен для KDE SC 4.1 независимо от других проектов KDE. После смерти Volker Lanz в апреле 2014, Andrius Štikonas продолжил разработку и стал ментейнером.
Программа используется для создания, удаления, изменения размера, перемещения, проверки и удаления разделов и файловых систем на них. Это полезно для создания места под новые операционные системы, реорганизацию использования диска и созданию RAID массивов. Дополнительно KDE Partition Manager может сохранять файловые системы в файлы и восстанавливать их.
Использует util-linux для обнаружения и управления устройствами и таблицами разделов.
Как и большинство приложений KDE, KDE Partition Manager написан на языке программирования C++ и использует Qt. Лицензирован под GNU General Public License, KDE Partition Manager это свободное ПО.

## История версий
| Цвет    | Значение                 |
| ------- | ------------------------ |
| Красный | Больше не поддерживается |
| Зеленый | Поддерживаемая версия    |
| Синий   | Будущая версия           |

| Версия | Номер исправления | Дата выпуска     | Примечания |
| ------ | ----------------- | ---------------- | --- |
| 1.0    | 1.0.0alpha1       | 18 сентября 2008 | Первая версия |
| 1.0    | 1.0.0alpha2       | 24 сентября 2008 | Исправлены значимые ошибки |
| 1.0    | 1.0.0beta1a       | 13 января 2009   | Исправления ошибок,поддержка ФС ext4. |
| 1.0    | 1.0.0beta2        | 30 апреля 2009   | Исправления ошибок.Введение KCModule. |
| 1.0    | 1.0.0beta3        | 4 июня 2009      | Исправления ошибок. Улучшение скорости работы и юзабилити. |
| 1.0    | 1.0.0rc1          | 3 августа 2009   | Исправления ошибок |
| 1.0    | 1.0.0             | 18 августа 2009  | Первая стабильная версия |
| 1.0    | 1.0.1             | 9 января 2010    | Исправления ошибок |
| 1.0    | 1.0.2             | 24 апреля 2010   | Исправления ошибок. Улучшение юзабилити. |
| 1.0    | 1.0.3             | 1 сентября 2010  | Исправления ошибок. Улучшение юзабилити. |
| 1.1    | 1.1.0             | 10 июля 2014     | Новые функции, поддержка 4096 байтовых секторов, Btrfs, GPT, exFAT, NILFS 2. Первая версия выпущенная Andrius Štikonas. |
| 1.1    | 1.1.1             | 15 февраля 2015  | Исправления ошибок |
| 1.2    | 1.2.0             | 15 февраля 2015  | Новые функции. Портирован на KDE Frameworks 5. Лицензия изменена на GPL-3.0-or-later. |
| 1.2    | 1.2.1             | 17 февраля 2015  | Исправления ошибок |
| 2.0    | 2.0.0             | 15 января 2016   | Разделение пользовательского интерфейса и библиотеки управления разделами. Исправления ошибок. |
| 2.0    | 2.0.3             | 24 февраля 2016  | Исправления ошибок |
| 2.1    | 2.1.0             | 11 марта 2016    | Минимальная поддержка F2FS. |
| 2.2    | 2.2.1             | 27 мая 2016      | Поддержка LUKS. |
| 3.0    | 3.0.0             | 18 декабря 2016  | Поддержка LVM. |
|        |                   |                  | |
| 3.2    | 3.2.1             | 7 October 2017   | Поддержка UDF. |
| 3.3    | 3.3.1             | 14 декабря 2017  | Улучшенная поддержка для LVM и LUKS2. |
| 4.0    | 4.0.0             | 1 мая 2019       | Бекенд KPMcore был перемещен из libparted в sfdisk (часть util-linux). Caio Jordão Carvalho вынес код S.M.A.R.T. из libatasmart в smartmontools. Улучшенная поддержка LUKS2. Поддержка обнаружения APFS и Bitlocker от Microsoft. |
| 4.1    | 4.1.0             | 5 марта 2020     | Добавлена поддержка файловой системы ОС Minix . |
| 4.2    | 4.2.0             | 16 октября 2020  | Улучшенная поддержка для разделов с неизвестной ФС и точками монтирования. |

## Смотрите также
- Раздел диска

## Внешние ссылки
- apps.kde.org/part… (англ.) — официальный сайт KDE Partition Manager
- News about KDE Partition Manager on the blog of Andrius Štikonas
- The KDE Partition Manager Handbook
- The source code of KDE Partition Manager
- KDE Partition Manager release source code downloads
- KDE Partition Manager on linux-apps.org